# Переламывающееся оружие

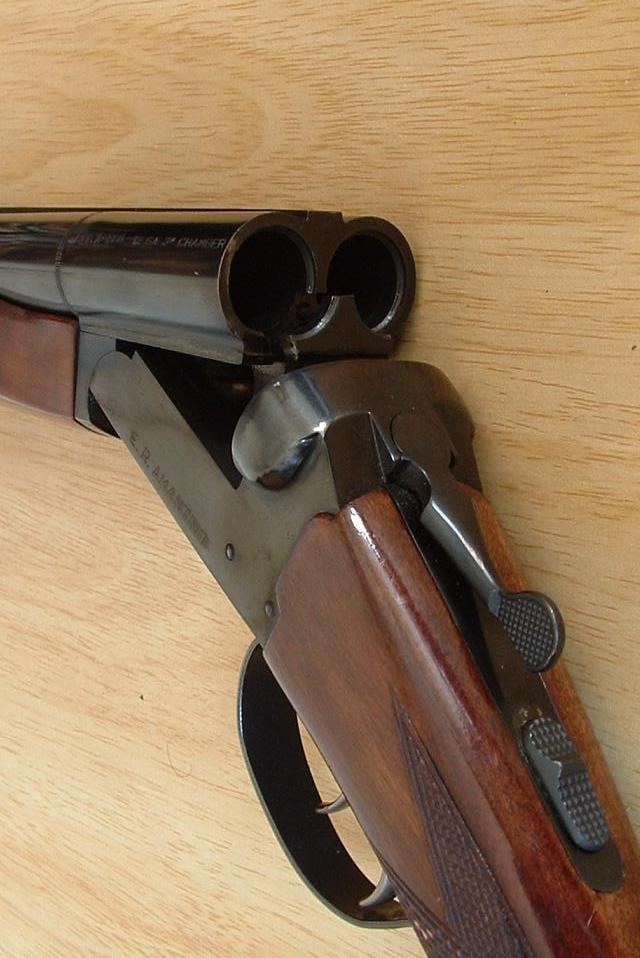
«Переломленная» двустволка (ствол открыт)

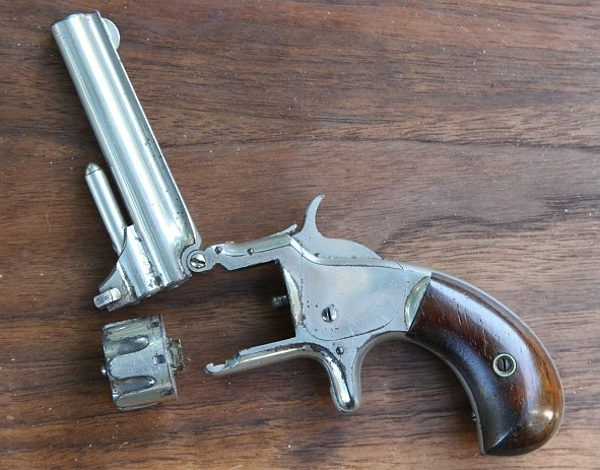
Модель 1 (Смит и Вессон)

Переламывающееся оружие (также переломное) — стрелковое оружие с «качающимся» стволом (или стволами), закреплённым в передней части рамы на шарнире. При перезарядке оружие «переламывается», открывая доступ к казённой части ствола для извлечения стрелянных гильз и вставки новых патронов. Перед стрельбой ствол выравнивается с рамой и запирается. Конструкция широко применяется в охотничьих ружьях, пневматическом оружии и изредка — в револьверах и гранатомётах (например, в американском M79).
Простая и надёжная конструкция отличается также высокой безопасностью и малым весом, с которым приходит, однако, повышенная отдача.
Переламывающиеся ружья имеют долгую историю: известны итальянские образцы 1670-х годов, массовые модели с унитарным патроном принадлежат французскому оружейнику Лефоше (первая половина XIX века).